# Eddie Meduza
Errol Leonard Norstedt kendt under kunstnernavnet Eddie Meduza (17. juni 1948 i Örgryte sogn, Göteborg - 17. januar 2002 i Nöbbele uden for Växjö) var en svensk sangskriver, komponist, tekstforfatter, musiker, komiker, sanger og multiinstrumentalist. Blandt de instrumenter, han spillede, er guitar, el-bas, saxofon, harmonika og klaver.

## Biografi

### 1948-1974: Opvækst og musikalsk start
Errol Norstedt blev født i Örgryte i Göteborg, men ankom tidligt til Småland. Hans forældre var Mary Petersson og Stig Norstedt. Han havde fire søskende, alle med forskellige fædre. Hans barndom var præget af en alkoholisk mor og konstante bevægelser. Da Errol Norstedt var 13 år, havde han boet 30 forskellige steder omkring Skåne, Småland og Västergötland. Han blev mobbet i skolen og overfaldet af sin stedfar. En novelle kaldet "En Dag Dödar Han Någon" (på dansk: En Dag Dræber Han Nogen) af Errol Norstedt om hans barndom blev offentliggjort i Expressen den 25. januar 1976.
Norstedt begyndte som 10-årig at interessere sig for musik da han hørte "Buona Sera" af Little Gerhard. Han købte sin første guitar, da han var 15 år gammel efter et sommerjob på en gård i Västergötland. I løbet af 1960'erne spillede han i forskellige bands, herunder Pack of Losers fra Tidaholm. Siden 1970'erne skrev han tekster til forskellige danseband, såsom Trio mé Bumba, Streaplers og Tommy Elfs.

### 1975-1983:Errol, "Punkjävlar",Gasen I Bottenog live
Han udgav sit første album i 1975 kaldet Errol. Sangene "Tretton År" og "Här Hemma", der var inkluderet i pladen, blev indspillet på dansk af Keld & The Donkeys og Peter Belli og blev derefter navngivet "13 År" og "Herhjemme". Albummet Errol var ikke en succes og Errol begyndte i stedet at indspille kassetter under pseudonymet E. Hitler & Luftwaffe. En sang, som Norstedt indspillede på E. Hitler-kassetterne, var "Punkjävlar" (på dansk: Punkdjævle), der fik Norstedt til at få en pladeaftale med CBS.
Errol Norstedt kiggede på et naturprogram om vandmænd, hvis afkom kaldes medusas, og derfra fik Norstedt ideen til kunstnernavnet Eddie Meduza. I 1978 kommer hans første single under navnet Eddie Meduza & The Roarin' Cadillacs med "Punkjävlar" på A-siden og "Oh, What A Cadillac" på B-siden. På "Punkjävlar" deltager en 14 år ung John Norum. Det følgende år kommer singlen "Yea, Yea, Yea", der nåede nr. 1 på Europatoppen. På B-siden af singlen er sangen "Honey B". Albummet Eddie Meduza & Roarin' Cadillacs bliver til, hvilket bliver en succes. Foruden sangen "Punkjävlar" bestod albummet af sange på engelsk samt "Skyrider", som er instrumentel.
I 1980 kom albummet Garagetaper, hvis forsidebillede er en parodi på forsiden af Frank Zappas album Joe's Garage. Det indeholder sangene "Såssialdemokraterna"(på dansk: Socialdemokraterne), "Hakan" (på dansk: Hagen), "Reatorn Läck I Barsebäck" (dansk: Reaktorlæk i Barsebäck), "Va' Den Grön Så Får Du En Ny" (på dansk: Hvis Den Er Grøn Får Du En Ny), "Torgnys Svettiga Ansikte" (på dansk: Torgnys svedige ansigt) og "En Rock I Velinga" (på dansk: En jakke i Velinga) som er velkendte sange af Errol Norstedt. På albummet deltager hans ven Jan-Åke Fröidh (7. februar 1956 - 16. april 2019) som Smällphete Sigge på sangen "Smällfete Sigges Hode" (på dansk: Smällphete Sigges Hoved).
I 1981 opnåede Errol Norstedt sit store gennembrud med albummet Gasen I Botten (på dansk: Gassen I Bunden) der solgte i over 50 000 eksemplarer og indeholder sangene "Gasen I Botten", "Mera Brännvin" (på dansk: Mere Brændevin), "Volvo" og "Glasögonorm" (på dansk: Brilleslange, men i denne sammenhæng refererer det til en nedladende betegnelse for mennesker med briller) som er nogle af hans mest populære sange.
I 1982 gik Norstedt til Mariann Grammofon og lavede albummet För Jævle Braa! (på dansk: For Forbandet Godt! eller Skidegodt!) der inkluderer sangen "Strømen Finder Vægen" (på dansk skulle det egentlig staves "Vejen") da Norstedt synger refrainet på dansk. Andre sange på pladen var "Torsten Hällde Brännvin I Ett Glas Till Karin Söder" (på dansk: Torsten hældte brændevin i et glas for Karin Söder) og en svensk oversættelse af "Rockabilly Rebel".
Så begynder Norstedt at turnere rundt i Sverige, og på den følger live-albummet Dåren É Lös, og på den første udgave kommer singlen "Fruntimmer Ska En' Ha ..." (på dansk: Fruentimmer Skal Man Have...), som er en sang fra E. Hitler-kassettebåndene. Den næste udgave af dette album har ikke singlen.

### 1984-1990:West A Fool Away,Ain't Got No CadillacogYou Ain't My Friend
På grund af uoverensstemmelser mellem Norstedt og Mariann Grammofons instruktør Bert Karlsson om singlen "Jag Vill Ha En Brud Med Stora Pattar" (på dansk: Jeg Vil Have En Brud Med Store Patter) vender Norstedt tilbage til CBS og indspiller albummet West a Fool Away. Albummet indeholder en sang med den kontroversielle titel "Heil Hitler", og i den næste udgave erstattes den med "Leader of the Rockers", der først optrådte på B-siden af "Jag Vill Ha En Brud Med Stora Pattar".
I 1985 kommer albummet Ain't Got No Cadillac, som er Errol Norstedts første album udelukkende på engelsk. Kassetteudgaven indeholder stadig to sange på svensk, disse er "Timber" og "Gubbarnas Heavy Rock And Roll" (på dansk: Gamle Mænds Heavy Rock And Roll). Albummet blev ikke nogen succes, og det næste album Raggare!, udgaves kun på kassettebånd.
Det næste album kommer i 1990 og hedder You Ain't My Friend og er et skilsmissealbum. Dette er Norstedts andet album udelukkende på engelsk. Kassetteudgaven indeholder en sang med svensk tekst kaldet "Jag Vill Ha En Grammis" (på dansk: Jeg Ønsker Mig En Grammy).

### 1991-2002: De sidste år
Efter dette album begynder Norstedt at turnere med Svullo i en tur kaldet "Griståget" (på dansk: Grisetoget) men i 1993 kollapser han og får diagnosen ventrikulær hypertrofi (forstørret hjerte).
I 1994 vender Norstedt tilbage til Mariann Grammofon og spiller ind albummen Harley Davidson, Silver Wheels og Värsting Hits.
I 1999 indspillede han pladen Väg 13 med Ultima Thule, og i 2001 indspillede han albummet Scoop med Mariann Grammofon, hvilket bliver hans sidste album.

### Død
Den 17. januar 2002 døde Errol Norstedt, kun 53 år gammel, af kardiomegali som et resultat af kronisk alkoholisme.
Siden hans død er der blevet udgivet mange samlinger, der er indspillet dokumentarer, og der er skrevet bøger om ham. Der er også blevet arrangeret en festival i Tidaholm og lavet en musical om ham i Malmø, med Ralf Gyllenhammar og Cornelius Löfmark.

## Privatliv

### Familie
Errol Norstedt havde to ældre søskende ved navn Ilone Lindroth og Christer Persson. Han havde derefter to yngre søskende ved navn Maritza Johansson og Jimmi Pettersson.
Han var far til tre børn, han havde med tre forskellige kvinder. Han havde sit første og eneste ægteskab med Rosine Welander fra 1972 til 1974, og de fik hans søn Anders Norstedt sammen. Han sluttede sig derefter til Hanne Mikkelsen. De havde datter Linda Norstedt. Da forholdet mellem Norstedt og Mikkelsen sluttede, indspillede han pladen You Ain't My Friend. I 1994 slutter han sig til Leila Bergendahl, og de har sønnen Erik Norstedt.

### Religion
Errol Norstedt var kristen og havde planer om at lave gospelmusik som figuren Pastor Bengtsson. Projektet startede aldrig på grund af hans for tidlige død.

## Musikstil

### Musikgenrer
Errol Norstedt blev bedst kendt for såkaldt "raggarrock" men han lavede også seriøs rockmusik med sange som "Leader Of The Rockers", "Yea Yea Yea" og "The Man In The Sky". Han skrev også mange sange, der endte på Svensktoppen med andre band og nogle af disse sange er "Evert" og "Ute På Vischan".
Han prøvede mange forskellige typer musik, såsom:
- Rockabilly: "Volvo", "Get Out Of Town", "Red Haired Lisa", "Rockabilly Rebel" m.fl.
- Reggae: "Take My Heart", "Heaven Is Near Me", "Oh, Gabrielle" m.fl.
- Viser: "Födelsedagstårtan", "Gotlands Södra Udde" m.fl.
- Danseband: "Evert", "Åskefällalund", "Tampico", "Ingen Plockar En Maskros" m.fl.
- Doo wop: "Tommy Hade en Cadillac", "Jag Kramar Min Kudde", "Teenage Love" m.fl.
- Ska: "Fete Norstedt"
- Hårdrock: "I Believe In Roewhaoth", "Gubbarnas Heavy Rock And Roll", "Get Around" m.fl.
- Punk: "Punkjävlar", "Kuken Står På Mats Olsson" m.fl.
- Hiphop: "Fruntimmer Ska En' Ha...", "Jag Hatar Hip Hop" m.fl.
- Disco: "Let's Fall In Love", "Disco-Tjo" m.fl.
- Blues: "Shame Shame Woman", "Someone Shot My Daddy", "Landlord Blues", "Sweet Sweet Marie", m.fl.
- Ballader: "Next Time", "Anytime At All", "Impossible Love" m.fl
- Rockballader: "'Til The End Of Time", "If I'm A Fool" m.fl
- Countrymusik: "Little Brighteyed Girl In Blue Jeans", "Crying In My Pillow", "American Truck" m.fl.
- Boogierock: "Red Mazerati", "Route 66", "Have A Party With Me"
- Tango: "En Tango Med Dig", m.fl.
- Tyrolermusik: "Bomparock Aus Österreich"

### Tekster og temaer
På sine plader lavede Eddie Meduza humoristiske sange på svensk og seriøse sange på engelsk inspireret af amerikansk musik fra 50'erne og 60'erne. På sine kassetter som E. Hitler lavede han musik med uanstændige tekster som "Den Runkande Spårvagnschauffören" (på dansk: Den Onanerende Sporvognschauffør), "Ronka, Runke Kuk" (på dansk: Spille, spille Pik), "Ronka Varje Dag" (på dansk: Onanere Hver Dag), "Jag Blir Aldrig Riktigt Vuxen, Jag!" (på dansk: Jeg Bliver Aldrig Rigtigt Voksen, Mig!) og "Slicka En Fitta" (på dansk: Slikke En Fisse).
I sit eget studie, Studio Ronka, spillede Norstedt normalt alle instrumenterne selv og han sang al den vokale indsats.
Et tema der ofte findes i Norstedts tekster som E. Hitler på kassetterne, er seksuel frustration med sange som "Runke Ball" (på dansk: Onanere Bolden), "Ronka Kuk" (på dansk: Spille Pik), "Nu Har Min Mage Blivit Stor" (på dansk: Nu Er Min Mave Blevet Stor) og "Septemberrunk" (på dansk: Septemberonani). Et andet tema, der vises i hans tekster, både når han er Eddie Meduza eller E. Hitler, er alkohol med sange som "Mera Brännvin", "Alla Tiders Fyllekalas" (på dansk: Alle Tiders Drukfest), "Anti-brännvins Blues" (på dansk: Anti-Brændevin Blues) og "Brännvin Å' Öl Å' Vin Å' Whiskey" (på dansk: Brændevin Og Øl Og Vin Og Whisky). Norstedts tekster var normalt også samfundskritiske og gik frem for alt hårdest på de svenske socialdemokrater med sange som "Såssialdemokraterna", "Dom Ljuger" (på dansk: De Lyver), "En Idiot", "Släpp En Fis" (på dansk: Slå En Prut), "Kliar Mig I Röven" (på dansk: Kløer Mig I Røven), "Sju Idioter" (på dansk: Syv Idioter) og "Olof Palme Var En Idiot".
Norstedt plejede også at fremstille sange rettet mod sine kritikere, et velkendt eksempel er Mats Olsson fra Expressen, der har modtaget sangene "Kuken Står på Mats Olsson" (på dansk: Pikken står på Mats Olsson), "Mats Olsson Runkar Kuken" (på dansk: Mats Olsson Onanerer Pikken) og "Mats Olsson E' En Jävla Bög" (på dansk: Mats Olsson Er En Fucking Bøsse). Bert Karlsson, som Norstedt arbejdede med, modtog sangene "Herr Karlsson Är Ett Svin" (på dansk: Hr. Karlsson er et svin), "Bert Karlsson Blues" og "Hejsan Bert" lavet efter, at Norstedt havde forladt Mariann Grammofon.
Selvom Errol Norstedt ikke havde kritikerne med sig, var hans koncerter udsolgt, og folk købte hans plader.

## Pseudonymer og figurer
Errol Norstedt udgav musik og optrådte under en række forskellige pseudonymer. Derudover opfandt en lang række forskellige personer, som optræder i hans sange.
- Eddie Meduza. Den pseudonym Errol Norstedt brugede til pladerne og til kassetterne Dubbelidioterna (sammen med E. Hitler) og Raggare!. Men han optræder også på E. Hitler-kassetterne med konventionelle sange som "Raggare Nr. 2", "Vår Gamle Opel" (på dansk: Vores Gamle Opel), "Dom Ljuger" og "Nu E' De' Du" (på dansk: Nu Er Det Dig) og rocksange og ballader på amerikansk som "Aimin' At Your Heart", "Oh, Why Do I Love You", "Jaqueline, Jaqueline", "Rolling Down The Highway", "Love Me Baby" og "Pretty, Pretty Martina".
- E. Hitler. Med dette pseudonym lavede Errol Norstedt sine råere optagelser. Mens han lavede plader som Eddie Meduza, gjorde han også kassetter som E. Hitler og en masse andre figurer med forskellige stemmer og dialekter.
- Börje Lundin er en landmand da er fra Västergötland og vises ofte på Errol Norstedts plader og kassetter sammen med sin bror Sven Lundin og deres ven Ljungbacka-Erik. Kendt for sange som "Min EPA-Traktor", "Världens Bäste Chaufför" (på dansk: Verdens Bedste Chauffør), "Börjes Funderingar" (på dansk: Börjes Tanker) og "Ute På Vischan" (på dansk: Ude På Landet). Han er også hovedpersonen på kassetterne Börje Lundins Julafton og Börje Lundins Kräftkalas. Errol Norstedt brugede pseudonymet Börje Lundin når han spillede trommer på albummet Gasen I Botten.
- Sven Lundin er Börje Lundins tjener og bror. Han er en dygtig mekaniker og spiller guitar på Börjes sange. Og i modsætning til Börje Lundin, forstår han engelsk.
- Ljungbacka-Erik er Börje Lundins og Sven Lundins ven. Han forsøgte at være en stand-up komiker i et stykke tid, men mislykkedes. Hans catchphrase er "Räva!". Han synger og spiller harmonika på sangen "Köks-Schottis" (på dansk: Køkken-Schottis) på kassetten Börje Lundins Julafton. Han har en kæreste ved navn Lisa. Ifølge Börje Lundin spiller Ljungbacka-Erik bas på sangen "Världens Bäste Chaufför" på kassetten Radio Ronka Nr. 1.
- Greve von Boegroeff er en homoseksuel greve, der hævder, at hans familie kommer fra Rusland. Kendt for sange som "Ta Mig I Röven, Pojkar" (på dansk: Tag Mig I Røven, Drenge), "Jag Är Bög, Jag Är Bög" (på dansk: Jeg Er Bøsse, Jeg Er Bøsse) og "Jag Smeker Mitt Rövhål" (på dansk: Jeg Kærtegner Mit Røvhul). Ifølge Norstedts ven Jan-Åke Fröidh, Errol Norstedt fik inspiration til grevens stemme fra sin far, da han var fuld. Errol Norstedt bruger den stemmen til Eddie Meduza på kassetten Dubbelidioterna når den er fuld.
- Bob Lewis er en figur da er fra Arkansas og den sidste kendte figur skabt af Errol Norstedt. Kendt for sange som "Ragga Runt", "On The Road Again" og "A Lonely Christmas" fra det sidste album Scoop fra 2001.
- Smällphete Sigge er spillet af Errol Norstedts ven Jan-Åke Fröidh. Kendt for sange som "Brännvins-Augusts Disco" (på dansk: Brændevin-Augusts Disco), "Smällphete Sigges Hode" (på dansk: Smällphete Sigges Hoved), "Ronka I Ryssland" (på dansk: Spille I Rusland), "Ibiza" og "Finska Vinterkriget" (Vinterkrigen). På kassetten Greatest Hits lover E. Hitler, at der vil komme en hel kassette med Smällphete Sigge, men en sådan kommer aldrig.

### Mindre kendte figurer
- Mannfred Willes er en gruppe drenge fra Skåne. Kendt for sange som "I Believe In Roewhaoth" (Roewhaoth er svengelsk for røvhul), "Jag Såg Fassan Knulla Mossan" (på dansk: Jeg Så Far Knalde Mor), "Stora Djupa Fittor" (på dansk: Store Dybe Fisser), "Ronk, Ronk, Ronka Kuk" (på dansk: Spill, Spill, Spille Pik), "Fröken Höger" (på dansk: Frøken Højre) og "Rycka I Min Dolle" (på dansk: Rykke I Min Tissemand). På samlekassetten Di Värsta Pärvärsta Låtarna fra 1997 siger E. Hitler når han presenterer sangen "I Believe In Roewhaoth" at der vil komme en hel kassette med Mannfred Willes, men en sådan kommer aldrig.
- Efraim Barkbit er en figur da er fra Småland. Kendt for sange som "Norska Marschen" (på dansk: Den Norske March) og "Rävemåla Kohage" (på dansk: Rävemåla Kogræsning) og som vinder, da han repræsenterede Sverige i verdensmesterskabet i at snakke lort, hvor konkurrencen blev afholdt af diktatoren Idi Amin på kassetterne Mannen Utan Hjärna og E. Hilter & Luftkaffe Nr. 1.
- Evald Gryngång var vært for Sadistklubben og er kendt for sangen "Hemorroider I Mitt Rövhål" (på dansk: Hæmorider I Mit Røvhul).
- Roger Ballis hader alt, særligt mennesker af afrikansk oprindelse og langhårede mennesker. Kendt for sange som "Negerjäv'll" (på dansk: Negerdjævel), "Ta Å Klipp Dig" (på dansk: Tag Og Klip Dig) og "Jag Vill Runka Balle" (på dansk: Jeg Vil Spille Bolden). På kassetten E. Hitler & Luftwaffe Nr. 2 kvæler E. Hitler ham ihjel.
- Hakan har en handelsstand i Målilla i Småland, hvor han sælger termos. Kendt for sange som "Hakan"  og "Va' Den Grön Så Får Du En Ny".
- Frisse Frisén er leder af Luftwaffe som er E. Hitlers band og kendt for sange som "Slicka Fitta" (på dansk: Slikke Fisse) og "Ja' Vill Ha Öl" (på dansk: Jeg Vil Ha Øl). Han er den eneste E. Hitler frygter, men han er ikke særlig intelligent og slår sig selv ned, hvis E. Hitler formår at manipulere ham til at gøre det. Han kan lide hård rock.
- Olle Olé Olé Olé Olé er reporter og interviewer da er fra Skåne. Han er hovedsageligt på kassetten Radio Ronka Nr. 2 med "Radio Dynghögen" (på dansk: Radio Gødningsbunken), hvor han laver nyheder fra en lille landsby, hvor også bondedrengen Ola Månsson og krigsveteranen Sven Andersson optræder.
- Olle Andersson er tekniker på kassetten Radio Abonnerad. Mens Errol Norstedt sidder og beundrer sig selv, sørger han for at prøve at holde showet i gang.
- Blues For Money er en bluesgruppe med sangene "Downtown Blues", "Just Havin' Fun", "Someone Shot My Daddy", "Blues In The Morning" og "I'm Feeling Fine, Fine". På kassetten Dårarnas Julafton er der programmen "Blues I Juletid", hvor Errol Norstedt efterligner radioværten Leif "Smoke Rings" Anderson og fortæller, at den oprindelige gruppe var så dårlig, så altid når de ville indspille en plade, var du nødt til at erstatte alle musikerne, selvom det stod "Blues For Money" er det ikke Blues For Money.
- Terry Clifton er guitarist. Kendt for sange som "Birds and Bees", "Dancing Bear", "Lonely Rider", "Mexico Sundown" og "Terry's Boogie"
- Sonny Clifton er saxofonist. Kendt for sange som "Prarie Express" og "Anglosax".
- Per Leonard er accordeonister. Kendt for sange som "Vi É Världens Bästa Orkester" (på dansk: Vi Er Verdens Bedste Orkester) og "Snus Schottis".
- Marcel Jelevac er kendt for sangen "Småländsk sommarnatt" (på dansk: Sommernat I Småland). På kassetten Radio Ronka Nr. 1 siger E. Hitler at det vil komme en kassette med de som laver sangen "Småländsk Sommarnatt", men den kommer aldrig.

## Diskografi

### Studiealbum
- 1975 – Errol
- 1979 – Eddie Meduza & Roarin' Cadillacs
- 1980 – Garagetaper
- 1981 – Gasen I Botten
- 1982 – För Jævle Braa!
- 1984 – West A Fool Away
- 1985 – Ain't Got No Cadillac
- 1990 – You Ain't My Friend
- 1995 – Harley Davidson
- 1997 – Silver Wheels
- 1998 – Värsting Hits
- 1999 – Väg 13
- 2001 – Scoop

## Eksempler på kendte sange
- "Gasen I Botten" (Gasen I Botten, 1981)
- "Mera Brännvin" (Gasen I Botten, 1981)
- "Midsommarnatt" (bonusspor til CD-udgaven af You Ain't My Friend, 2002)
- "Ragga Runt" (Scoop, 2001)
- "Punkjävlar" (Eddie Meduza & Roarin' Cadillacs, 1979)
- "Volvo" (Gasen I Botten, 1981)
- "Andra Kan, Dom" (Gasen I Botten, 1981)
- "Glasögonorm" (Gasen I Botten, 1981)
- "Reaktorn Läck I Barsebäck" (Garagetaper, 1980)
- "Såssialdemokraterna" (Garagetaper, 1980)
- "Torsten Hällde Brännvin I Ett Glas Åt Karin Söder" (För Jævle Braa!, 1982)
- "Hakan" (Garagetaper, 1980)
- "Va' Den Grön Så Får Du En Ny" (Garagetaper, 1980)
- "Timber" (kassettudgaven af Ain't Got No Cadillac, 1985)
- "Evert" (Harley Davidson, 1995)
- "Yea Yea Yea" (Eddie Meduza & Roarin' Cadillacs, 1979)
- "Leader Of The Rockers" (Eddie Meduza & Roarin' Cadillacs, 1979)
- "The Man In The Sky" (Scoop, 2001)
- "Eleganten Från Vidderna" (Rätt Sorts Råckenråll, 1996)
- "Jag Ger Fan I Allt" (Silver Wheels, 1997)
- "Skinnet" (Värsting Hits, 1998)
- "Fruntimmer Ska En' Ha..." (singel fra 1983)

## Filmografi

### VHS
- 1991 – Guldtuppen Uppsala 1/6-91
- 1993 – Gröna Lund 26/8-93
- 1993 – Jag har världens största... Vol. 1
- 1995 – Legal Video Bootleg
- 1996 – Privat Pirat
- 1996 – Nya Tider

### DVD
- 2003 – Live(s)!
- 2006 – Legal Bootleg Vol. 1
- 2007 – Legal Bootleg Vol. 2
- 2010 – Eleganten från Vidderna – Filmen om Eddie Meduza
- 2013 – Levande på Grönan 1993
- 2014 – Sådan far sådan son